# Wackelkontakt (Roman)
Wackelkontakt ist ein Roman des österreichischen Schriftstellers Wolf Haas aus dem Jahr 2025. Als doppelter „Roman-im-Roman“ angelegt, bringt er zwei Protagonisten zusammen, die unterschiedlicher kaum sein könnten: einen süditalienischen Ex-Mafioso, den es auf seiner Flucht nach Wien verschlägt, und einen Wiener Trauerredner, der Puzzles und Mafia-Bücher liebt. Abwechselnd liest der eine ein Buch über den anderen, und ähnlich einem „Wackelkontakt“ springt die Erzählung zwischen ihnen hin und her, bis sie am Ende aufeinander zuläuft. M. C. Eschers Bild „Drawing Hands“ – zwei Hände, die einander zeichnen – fungiert einleitend als zentraler Handlungs- und Interpretationsbaustein. Im Roman vereinen sich Vorzüge der Brenner-Krimis, die Haas bekannt machten, mit denen seiner späteren „Non-Brenners“, wie Das Wetter vor 15 Jahren oder Verteidigung der Missionarsstellung.
Das Echo in den überregionalen deutschsprachigen Literaturfeuilletons war einhellig positiv. Mit einer Startauflage von 100.000 Exemplaren eroberte der Roman auf Anhieb Platz 3 in der Belletristik-Bestsellerliste des Spiegel, belegte anschließend sechs Wochen lang Rang 2 und gehörte zu den fünf nominierten Werken für den Preis der Leipziger Buchmesse in der Sparte Belletristik.

## Inhalt

### Handlung
Ein Wackelkontakt in einer oft benutzten, aber seit langem schadhaften Steckdose führt endlich dazu, dass Franz Escher, alleinstehender Wiener Trauerredner um die 50, den Elektriker bestellt. Die Wartezeit vertreibt er sich mit seinen einzigen beiden Leidenschaften: dem Legen von Puzzles und der Lektüre von Mafia-Büchern. Der Roman im Roman, den er liest, handelt von dem 21-jährigen Mafioso Elio Russo, der als Kronzeuge 27 Mafia-Bosse der Justiz ausgeliefert hat und nun nach drei Jahren Gefängnis darauf wartet, freizukommen und zu seinem eigenen Schutz mit neuer Identität zunächst in der Schweiz und dann in Deutschland unterzutauchen. Als Marko Steiner lässt er sich in Duisburg nieder; seine Werkstatt, in der er Fahrräder repariert und aus Altteilen neu zusammenbaut, wird bald zu einer der angesagtesten Insider-Adressen. Erst als er nach fünf Jahren seinem Grundsatz, den Handel mit italienischen Marken strikt zu verweigern, untreu wird, gerät er in eine bedrohliche Situation, sieht sich zum Ortswechsel genötigt und zieht nach Berlin. Auch dort erwirbt er sich, nunmehr auf E-Bikes spezialisiert, binnen kürzester Zeit einen glänzenden Ruf, und auch dort verletzt er eines Tages eins seiner Prinzipien, indem er der dringenden Bitte einer Frau, ihr Auto zu reparieren, nachgibt. Diesmal erwächst ihm daraus jedoch Gutes: Gabi, die Fahrerin, wird bald darauf seine Frau und Mutter einer gemeinsamen Tochter, Ala. Vier Jahre später ist es dann Gabi, die plötzlich auf einen sofortigen und radikalen Ortswechsel drängt. Die Wahl fällt auf Wien. Nach weiteren zehn Jahren verlangt die bis dahin pflegeleichte Ala, angeregt durch ihren Geschichtslehrer, von ihren Eltern Auskunft darüber, was beide selbst voreinander in stillem Einverständnis verheimlicht hatten: ihr Vorleben. Mit ausweichenden Antworten abgespeist, schnüffelt Ala in den Privatsachen ihres Vaters, ohne Merkwürdiges zu entdecken, mit Ausnahme eines Buches, das sie zu lesen beginnt und das ihr der wutentbrannte Eigentümer, als er sie in flagranti ertappt, vergeblich zu entreißen versucht.
Es ist das gleiche Buch, das er vor Jahren im Gefängnis zu lesen begonnen hatte, während er nachts sowohl auf seine Entlassung wartete als auch auf das einsetzende Schnarchen seines Mitinsassen Sven, von dem er glaubte, dessen eigentliche Mission sei nicht, ihm ein paar Brocken Deutsch beizubringen, sondern ihn zu töten. Dieser zweite Roman im Roman, ein Geschenk Svens, den er seither sporadisch weiter-, aber nie zu Ende gelesen hat, ist das Pendant zum ersten und handelt von dem Wiener Junggesellen Franz Escher, der darauf wartet, dass ein Elektriker kommt, um die überfällige Reparatur einer Steckdose vorzunehmen. Fatalerweise kostet sie den, der sie fachmännisch ausführt, das Leben, verursacht durch Escher, der – versehentlich, aber nicht zum ersten Mal – eine falsche Taste drückt, diesmal den Sicherungsschalter. Weder die Polizei noch die Elektrofirma hegen Argwohn gegenüber dem sich unschuldig gebenden Hausherrn und gehen von einem Arbeitsunfall aus. Sein Gewissen jedoch meldet Widerspruch an, weshalb er nun nach Wegen sucht, es zu beruhigen, ohne sich zugleich verdächtig zu machen. So braucht er für die Trauerrede, die er als naheliegendste Chance begreift, jemanden, der sie offiziell übernimmt und ihm dann, plausibel begründet, zuschanzt. Eine Kollegin, zu der er seit der gemeinsamen Studienzeit größere Nähe abwechselnd sucht und scheut, erklärt sich dazu bereit. Sie vermittelt ihm auch den Kontakt zur Witwe des Elektrikers. Dort empfangen, um Auskünfte einzuholen, versetzt ihn das, was er zu hören bekommt, in eine Achterbahn der Gefühle.
Jüngst sei ein Streit zwischen Vater und Tochter darin eskaliert, dass er die 14-Jährige geohrfeigt habe; nie zuvor habe sie, die Witwe, an ihm das leiseste Anzeichen von Gewaltbereitschaft bemerkt und hätte dies auch nie toleriert; sie selbst sei den Fängen ihrer patriarchalen Familie, die ihr mit 15 eine Kinderehe aufzwingen wollte, nur durch ein Zeugenschutzprogramm entkommen, was sie ihrem Mann wohlweislich verheimlicht habe. Dass auch er mit gefälschter Identität im Zeugenschutz lebte, habe er ihr gestanden, nachdem sein Ex-Clan ihm per Anruf mitgeteilt hatte, man habe seine Tochter, die nach dem Streit geflüchtet und offenbar auf väterliche Spurensuche gegangen war, in der Gewalt. Geschehen sei das am Vorabend seines Todes und erkläre seinen emotionalen Ausnahmezustand, in dem er morgens an die Arbeit gegangen sei in Eschers Wohnung. Dessen erster Impuls ist Erleichterung über sein nun nahezu perfektes Alibi und zugleich das Bedürfnis, der Witwe die Wahrheit zu sagen. Als er tags darauf die Höhe der Lösegeldforderung erfährt, entschließt er sich aber zu handeln, an Unmögliches zu glauben und nichts in seiner Macht Stehende unversucht zu lassen, was Ala retten könnte.

### Thematik
Der Unterhaltungswert von Wackelkontakt steht bisher im Urteil der Rezensenten obenan und wird von einigen in höchsten Tönen gelobt. Im Vergleich dazu spielt die Thematik kaum eine Rolle; in einem Fall wird bedauert, dass sie fehle. Dort, wo man darauf eingeht, wird als thematischer Schwerpunkt übereinstimmend das Problem der Identität genannt, die man vor allem an der Figur des Elio/Marko festmacht. Wolf Haas hat in mehreren Interviews bestätigt, dass ihn diese Frage schon seit Langem beschäftige: Identität im Widerspruch zum gegenwärtigen Trend, „authentisch“ sein zu wollen, sowie als „Konstrukt“ und „Behauptung“ – nicht nur in Bezug auf jemand, der unter falschem Namen lebt, sondern generell. Auf Eschers Hobby angesprochen, bekundet Haas, Puzzles interessierten ihn nur insoweit, als er in ihnen ein passendes Bild sehe, „wie man sich die Welt anzueignen versucht mit untauglichen Mitteln“.

## Form
Danach befragt, ob er der Form den Vorrang einräumt gegenüber dem Inhalt, antwortet Haas, als Leser wie als Autor, in der Regel mit einem eindeutigen Ja. Ein Buch müsse einen besonderen „Tonfall“ haben, damit es ihn zur Lektüre reizt, und beim Schreiben brauche er eine formale Idee, eine „Einengung“, um Spaß an der Arbeit zu haben.
Der ausgeprägte Formwille des Wiener Autors wird in mehreren Feuilletons, die das Erscheinen von Wackelkontakt begleiteten, mit Nachdruck gewürdigt. So kürt ihn Richard Kämmerlings zum „großen Roman-Tüftler der Gegenwartsliteratur“, und Andrea Gerk bewundert, dass Haas sich jedes Mal neu erfinde; nicht einmal in seinen Brenner-Krimis habe er ein Erfolgsrezept nach bewährtem Muster durchgezogen, doch sein neuer Roman Wackelkontakt habe noch einmal „eine Umdrehung mehr“.

### Struktur
Auf die ambitionierte Struktur seines Romans angesprochen, erklärte Haas wiederholt, sein Ausgangspunkt sei, wie auch bei anderen seiner Werke, zunächst eine sehr einfache Idee gewesen: ein Buch zu schreiben, „wo nach ein paar Seiten die Romanfigur ein Buch zur Hand nimmt und zu lesen beginnt“. Mit Absicht irritieren wollte er aber damit, dass sein Protagonist nicht nur einen Satz liest, sondern den Beginn einer ganz anderen Handlung. Da es ihn aber unwiderstehlich reize, bestehende Regeln zu brechen – die eigenen eingeschlossen –, verfiel Haas auf den eigentlichen „Dreh“ von Wackelkontakt, der darin besteht, dass auch die Hauptfigur der zweiten Handlung, Protagonist B, nach ein paar Seiten ein Buch zu lesen beginnt, das wiederum von Protagonist A handelt. Dies setzt sich nun stetig wechselnd fort, wovon jedoch beide ebenso wenig wissen wie davon, dass sie selbst in der Geschichte des Anderen vorkommen. Zumindest gilt das für den ersten Teil, überschrieben mit „Off“, gefolgt vom etwas kürzeren zweiten mit dem Titel „On“.
Um die Struktur von Wackelkontakt zu veranschaulichen, bedient man sich verschiedener Analogien: mit einem Möbiusband, mit einem Zopf sowie, im Buch selbst, mit (der Vorstellung von) den sich gegenseitig zeichnenden Händen auf dem Bild „Drawing Hands“ von M. C. Escher – eine Analogie, die Haas erst während des Schreibprozesses auffiel und die er dann prominent platzierte, samt Namensänderung, um Franz Eschers „Puzzlesucht“ zu begründen und um dem Leser eine Interpretationshilfe an die Hand zu geben.

Analogien zur Romanstruktur
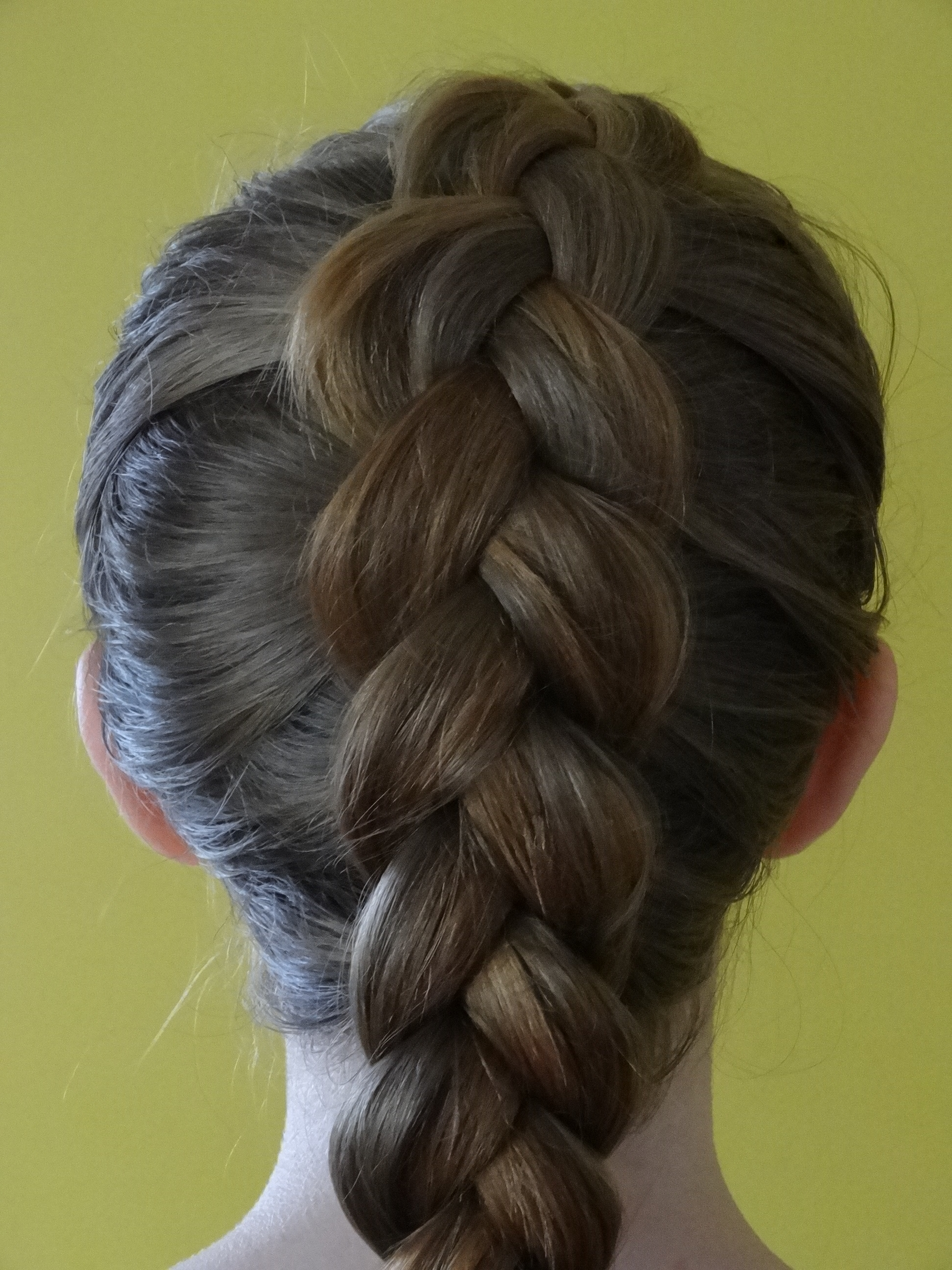
Zopf
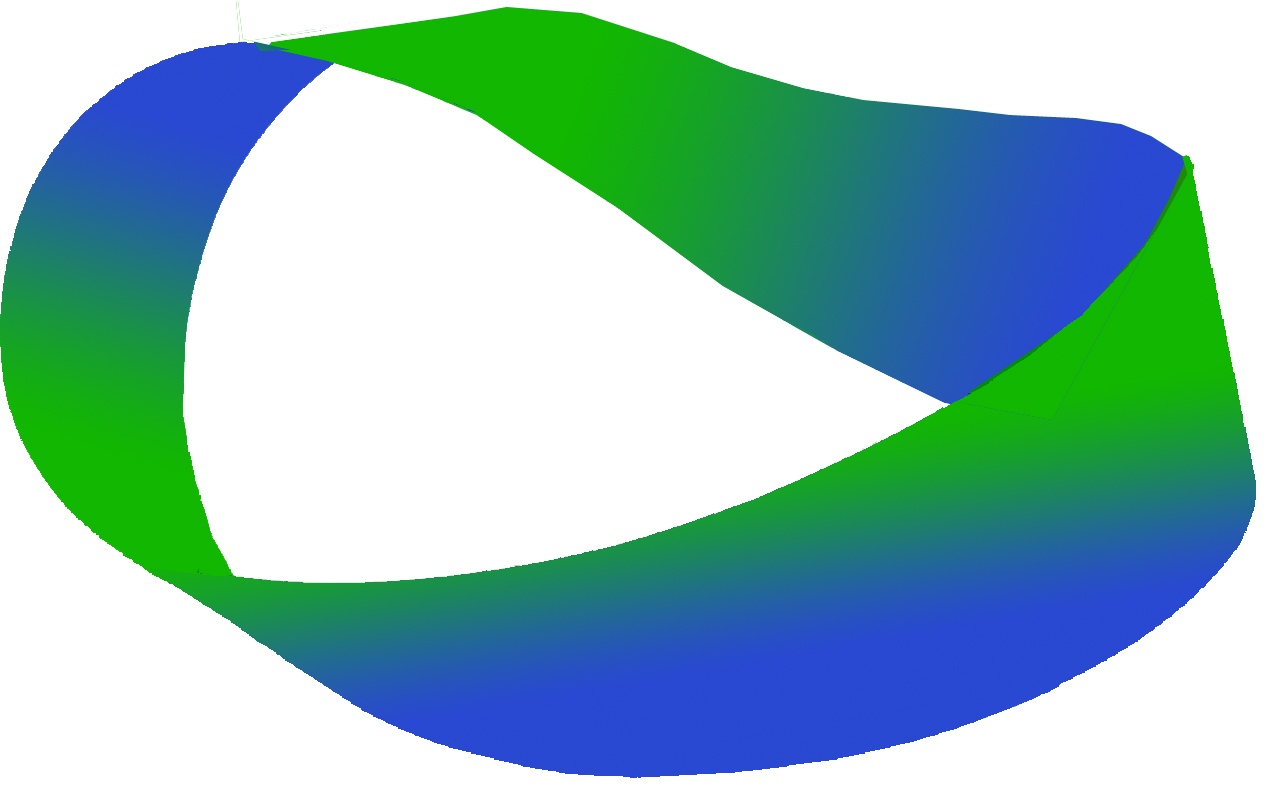
Möbiusband
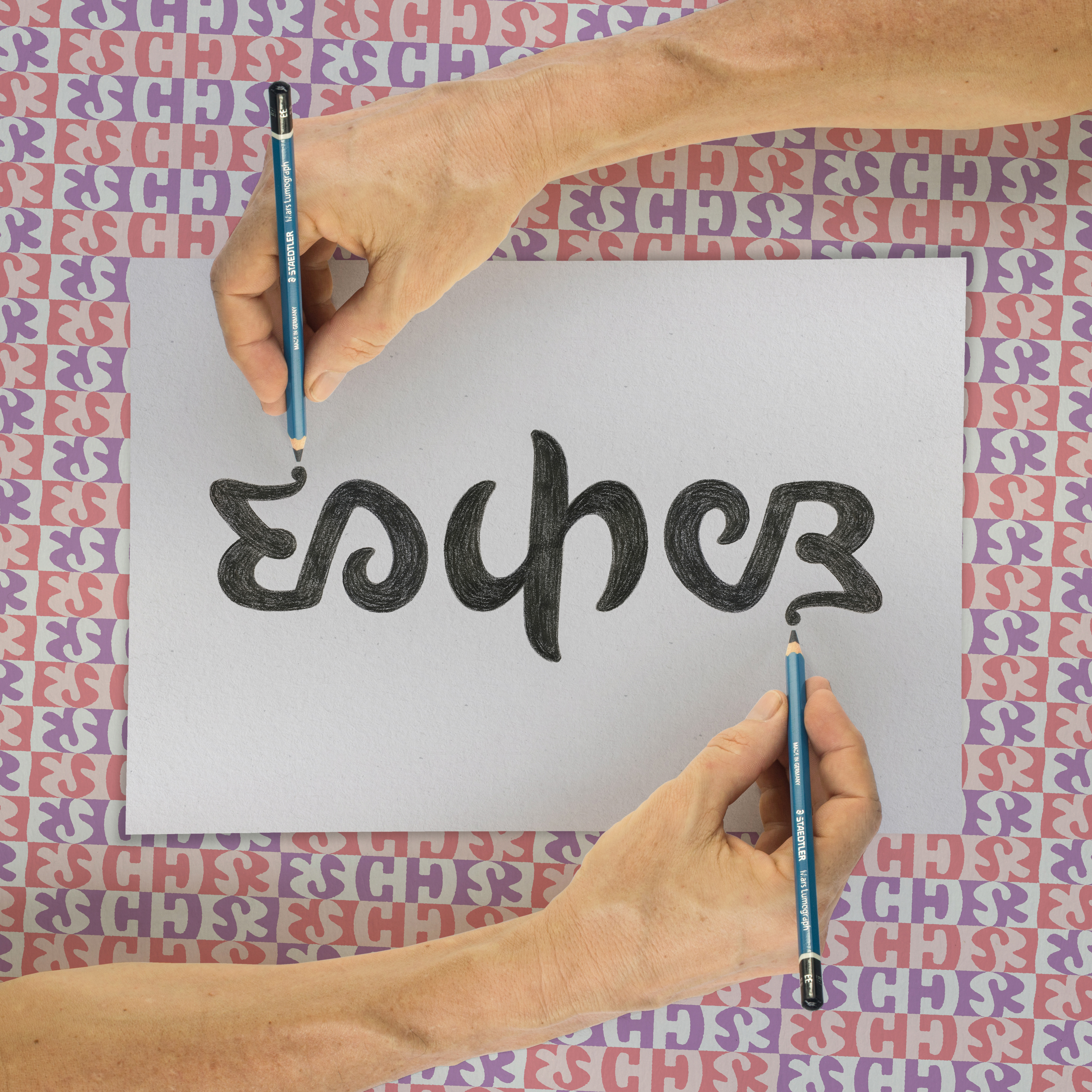
Fotomontage in Anlehnung an M. C. Eschers „Drawing Hands“

### Zeit
Untrennbar verbunden mit der Struktur ist die Zeit. Allerdings verlaufen die beiden Handlungsstränge nicht nur auf verschiedenen Zeitschienen, sondern auch unterschiedlich schnell. Die erzählte Zeit des Franz-Escher-Romans beträgt ja nur ein paar Tage, die des anderen mehr als zwei Jahrzehnte. Zudem nähern sich beide Protagonisten, wenn sie die Geschichte des Anderen lesen, der Gegenwart von verschiedenen Seiten an: Escher von der Vergangenheit her, Elio/Marko hingegen aus der Zukunft kommend. Analog zu den Logikbrüchen in M. C. Eschers Bildern geraten dabei die Zeitebenen „ein bisschen durcheinander“, kommentiert Haas in einem Interview, sodass Dinge, die eigentlich später geschehen müssten, sich früher ereignen. Nicht zuletzt weckt die Tatsache, dass der Roman genau an dem Punkt endet, an dem er begonnen hat, die Vorstellung von einer Zeitschleife. Zugleich entspricht ihre Form dem in sich selbst endenden Möbiusband, auch Möbiusschleife genannt.

### Selbstreferenz
„Wir haben sowieso eine falsche Vorstellung von der Zeit“, bemerkt Escher im Smalltalk mit einer Bankangestellten. „Unsere Vorstellung ist zu linear. Wir glauben, es geht in eine Richtung. Man muss es sich aber wie eine Schleife vorstellen.“ Spätestens in der Rückschau wird klar, dass der Text an dieser Stelle doppelt Bezug nimmt: auf der Handlungsebene zum Gedankengut einer Figur, auf der Metaebene zum Roman als Ganzes. Ein solches Verfahren, bei dem sich eine Aussage – allgemeiner: ein Begriff – auf sich selbst bezieht, bezeichnet man als Selbstreferenz, alternativ auch „Seltsame Schleife“, geprägt von Douglas R. Hofstadter in Gödel, Escher, Bach – einem Werk, das Matthias Zehnder in seiner Besprechung von Wackelkontakt als Einstieg und Bezugsrahmen verwendet. Weitere Beispiele für Selbstreferenzen finden sich in Wackelkontakt zur Genüge: zu Beginn das Escher-Bild der sich gegenseitig zeichnenden Hände, gegen Ende mehrere kurze Textpassagen wie die zuvor zitierte, deren Gesprächsgegenstand signalartig stets die Zeit ist.

### Erzählperspektive
Das philosophische Diktum, dass ein Satz nicht über sich selbst sprechen dürfe – Selbstreferenz also verbiete –, treibt den promovierten Linguisten Wolf Haas nach eigenem Bekunden schon ein Leben lang um. Sein schriftstellerisches Werk legt beredtes Zeugnis davon ab. Am deutlichsten wird es in den beiden Romanen Das Wetter vor 15 Jahren und Verteidigung der Missionarsstellung, mit denen er sich von seinen Brenner-Krimis emanzipierte. Getreu seinem Vorsatz, formal immer an die Grenze zu gehen („so schnell wie möglich um die Kurve zu fahren, ohne am Baum zu landen“), stellt die Lektüre hohe Ansprüche an das Rezeptionsvermögen, allein durch die häufig wechselnden Erzählperspektiven und -ebenen. In dieser Hinsicht wird dem Leser von Wackelkontakt weniger abverlangt. Einstellen muss er sich auf den Wechsel des Plots, nicht auf den der Erzählperspektive; sie ist – ein Novum in Haas’ Werken – auktorial.

### Innovation
Um zu verdeutlichen, worin die Innovation des Romans Wackelkontakt besteht, vergleicht ihn Matthias Zehnder mit Marc Forsters Film Stranger Than Fiction, dessen Selbstreferenz augenscheinlich ist. Er handelt von einem Mann namens Harold Crick mit einer Leidenschaft für Zahlen und einer Autorin, die über einen Mann namens Harold Crick mit einer Leidenschaft für Zahlen schreibt, und verläuft auf diesen beiden Handlungslinien so lange parallel, bis der Mann wahrnimmt, dass die Autorin über ihn schreibt, und da er weiß, dass sie ihre Helden am Ende immer sterben lässt, macht er sich umgehend auf die Suche nach ihr, um sie daran zu hindern.
Die Figurenkonstellation des Films folgt dem Modell Protagonist/Antagonist, die des Romans dem zweier gleichrangiger Protagonisten. Geht es im Film für den Protagonisten ausschließlich um die Rettung des eignen Lebens, handelt der Roman außerdem von der Rettung fremden Lebens, wodurch sich für den dafür verantwortlichen Protagonisten auch eine Änderung des eignen Lebens abzeichnet.

### Dualität
Wackelkontakt ist an vielen Punkten der Erzählung als binäres System konstruiert und enthält zahlreiche Dualismen. Dualität ist somit ein prägendes Gestaltungsmerkmal des Romans.
Der offensichtlichste Dualismus ist der titelgebende „Wackelkontakt“; er gibt dem Leser den „Takt“ vor in Form des ständig hin und her springenden Kontakts zu den beiden Geschichten. Was für das Ganze gilt, wird im Detail noch einmal – technisch und neurologisch – gedoppelt, indem Escher eine permanent wacklige „geistige Verkabelung“ von Türöffner und Stummtaste zugeschrieben wird, die zu seiner Fehlleistung bei der Handhabung der Sicherungen mit beiträgt.
Dualität als Gestaltungsprinzip ist nicht beschränkt auf die Gesamtkonzeption, etwa der Struktur (siehe 2.1) oder der Charaktere (u. a. zweimaliger Identitätswechsel eines Protagonisten, zwei Eheleute „anonym“ im Zeugenschutzprogramm) – Dualität erkennt man auch in den erzählerischen Details. Viele sind doppelt, manche auch mehrfach codiert, und einige erschließen sich im Rückblick neu. Ein Beispiel ist das fiktive Firmenlogo „Elektro/Janko“ auf der Kappe des Elektrikers, das Escher ins Auge springt, noch bevor er dessen Gesicht sieht. Zwei formale Dualismen fallen ihm auf: die Anordnung in zwei Zeilen und die Dopplung des Schlusslauts. Die Beschreibung, wie er das Logo wahrnimmt („Blitzsymbol“, „großer Kreis“) und sogar bewertet („verunglückt“), liest sich im Nachhinein formal wie eine Vorausdeutung, faktisch wie ein Auslöser seiner „Kurzschlusshandlung“. Schlussendlich, da die Identität aller Beteiligten offenliegt, verändert sich mit dem Wechsel zur Perspektive des Elektrikers auch die Wahrnehmung und Deutung der Szene; dessen „gesenkter Kopf“ vor der Kamera und noch vor der geöffneten Wohnungstür legt nahe, dass sein Logo Escher ins Auge springen soll.
Als effektvoller Perspektivwechsel angelegt ist auch die Episode, in der Escher den Klingelton vom Handy des soeben verunglückten Elektrikers vernimmt. Er erkennt darin „ausgerechnet“ seinen eigenen Lieblingssänger, Georg Danzer, wieder, findet die Wahl des Liedes – „Ruaf mi net o“ („Ruf mich nicht an“) – imponierend „frech“ und, in Verbindung mit einem Toten, als „haarsträubenden Sarkasmus“. Betrachtet man den Liedtext am Schluss der Lektüre aus Sicht des Elektrikers, liegt freilich ein noch viel haarsträubenderer Sarkasmus in der Begründung für den Wunsch, nicht angerufen zu werden: „weil du waaßt doch genau, wo i wohn“ („weil du doch genau weißt, wo ich wohne“).

Textrelevante italienische Zweiräder
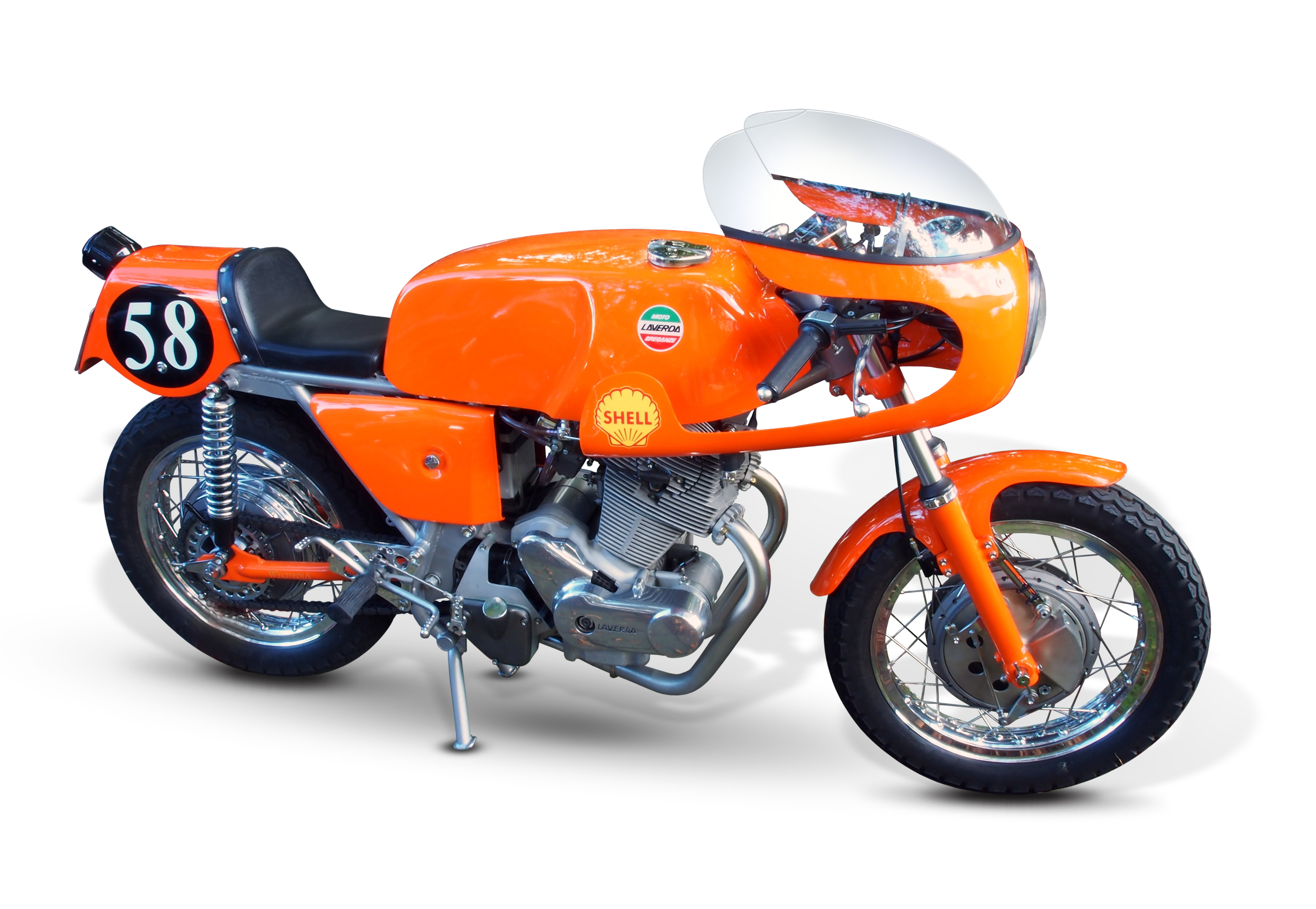
Laverda 750
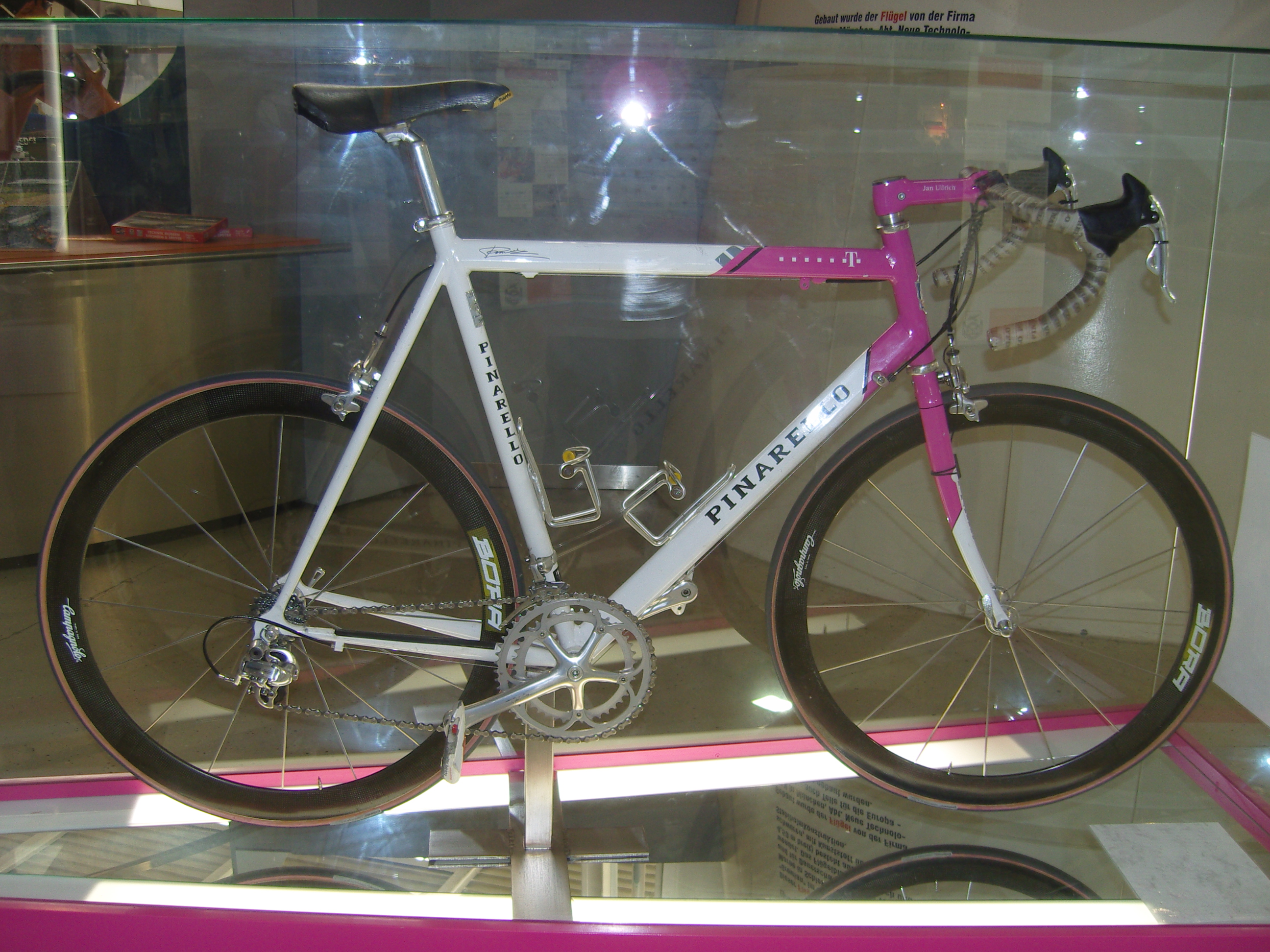
Pinarello
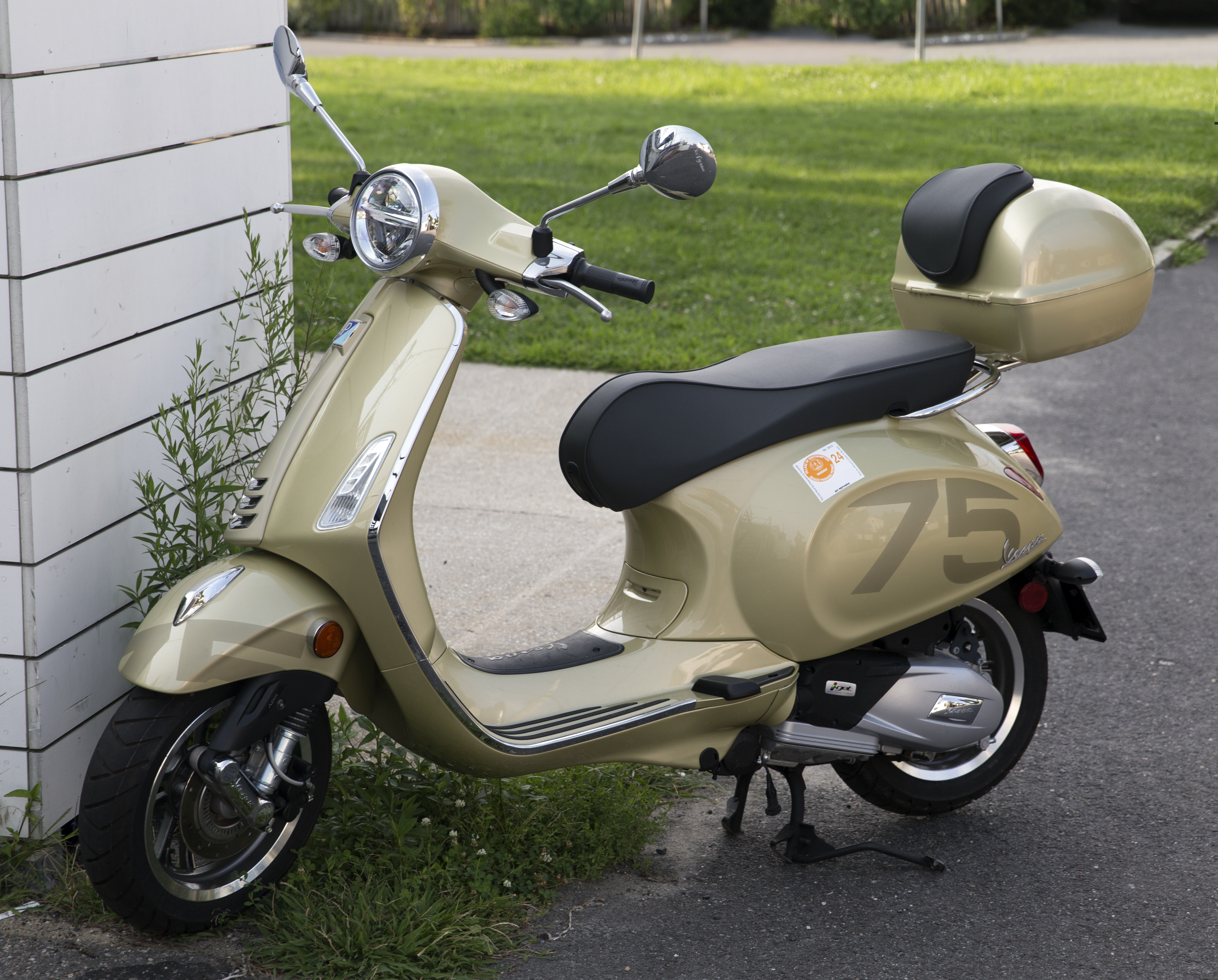
Vespa Primavera

Im Unterschied zum frei erfundenen Logo schöpft Haas bei dem Klingelton aus dem Fundus der Wirklichkeit. Ebenso verfährt er mit anderen Erzählbausteinen aus Technik (Elio/Marko) und Kunst (Escher), wodurch gleichsam doppelte Dualismen entstehen – einmal durch die Verknüpfung von fiktiver und realer Welt, zum anderen dadurch, dass er dem Baustein aus der fiktiven Welt mindestens noch einen zweiten hinzufügt. So erzählt er nicht nur, dass Elio vom Untersuchungsrichter persönlich auf dessen orangefarbener Laverda 750 in die Freiheit gebracht wird, sondern auch, dass auf einer Maschine des gleichen Typs Elios Cousin erschossen wurde. Ebenso verhält es sich mit den Erinnerungen, die in Elio/Marko ausgelöst werden, als er in Deutschland auf ein Rennrad der Marke Pinarello und eine Vespa Primavera stößt (ebenfalls Zweiräder, ein weiterer Dualismus). Beide Male handelt es sich um Räder von hohem ideellen Wert, beide Male sind sie mit Todesfällen ihm nahestehender Männer verbunden; ausgespart werden hingegen die genauen Todesursachen. Der Fantasie des Lesers bleibt so stets ein Freiraum, beispielsweise bei der Frage, ob jenes Pinarello, das der 10-jährige Elio von der Witwe des Getöteten geschenkt bekam, ihn nicht nur „schon als Kind zu einem meisterlichen Rennradmechaniker“ machte, sondern zugleich auch seine Initiation zum Mafioso vorbereitete.
Die Dinge aus der realen Welt, mit denen sich Franz Escher umgibt, gehören einem ganz anderen Bereich an: der Kunst. Bei allem Unterschied jedoch zwischen dem, was beide Protagonisten lieben, sind sie sich in Haltung und Umgang recht ähnlich: Jeder ist auf seinem Gebiet ein Kenner mit Sinn für Schönheit und leidenschaftlicher „Pussler“ mit dem Bedürfnis zum wiederholten Trennen-und-wieder-Zusammensetzen, einem Hauptmotiv des Romans.

Textrelevante italienische Gemälde
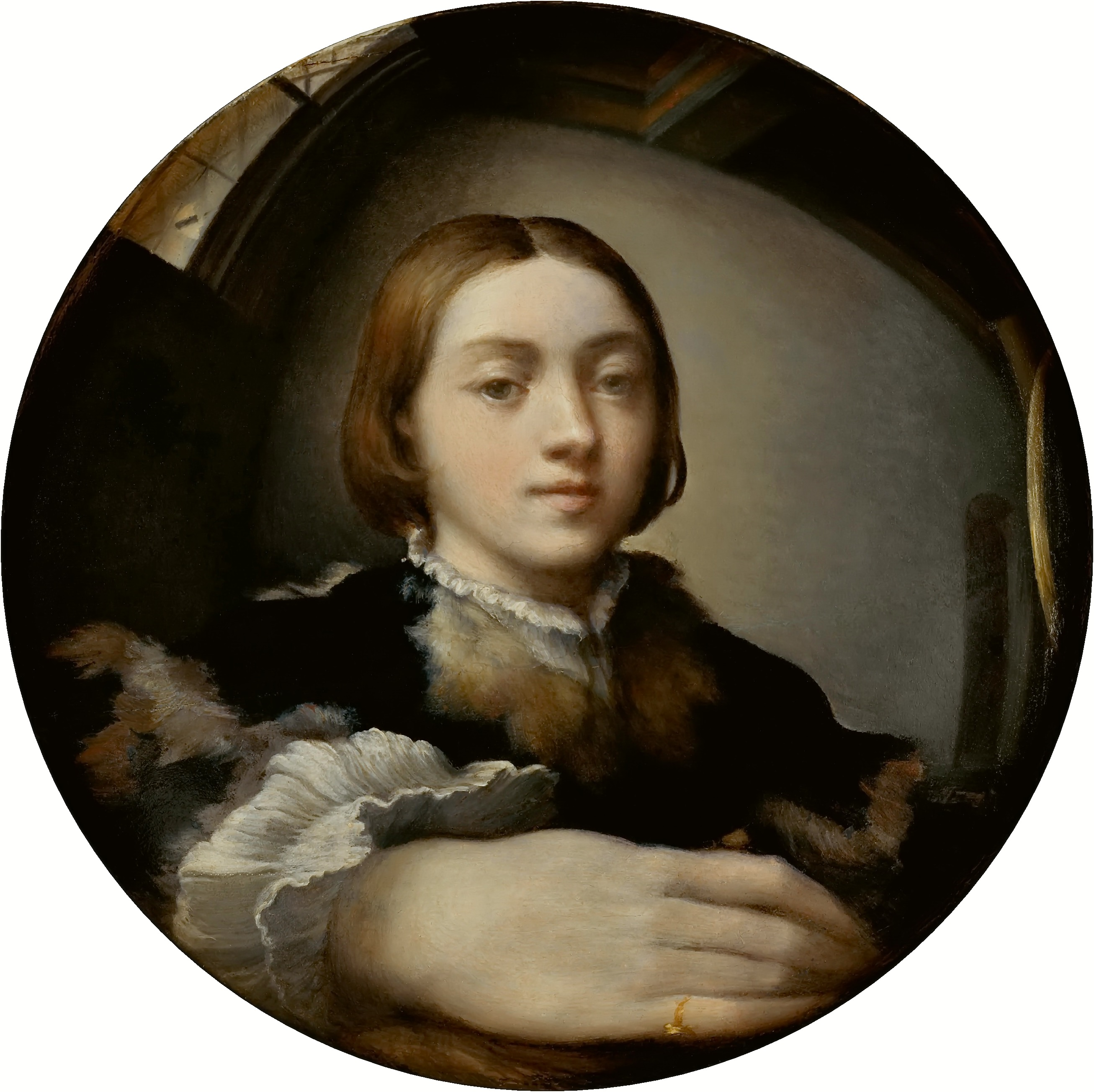
Parmigianino: Selbstporträt im konvexen Spiegel
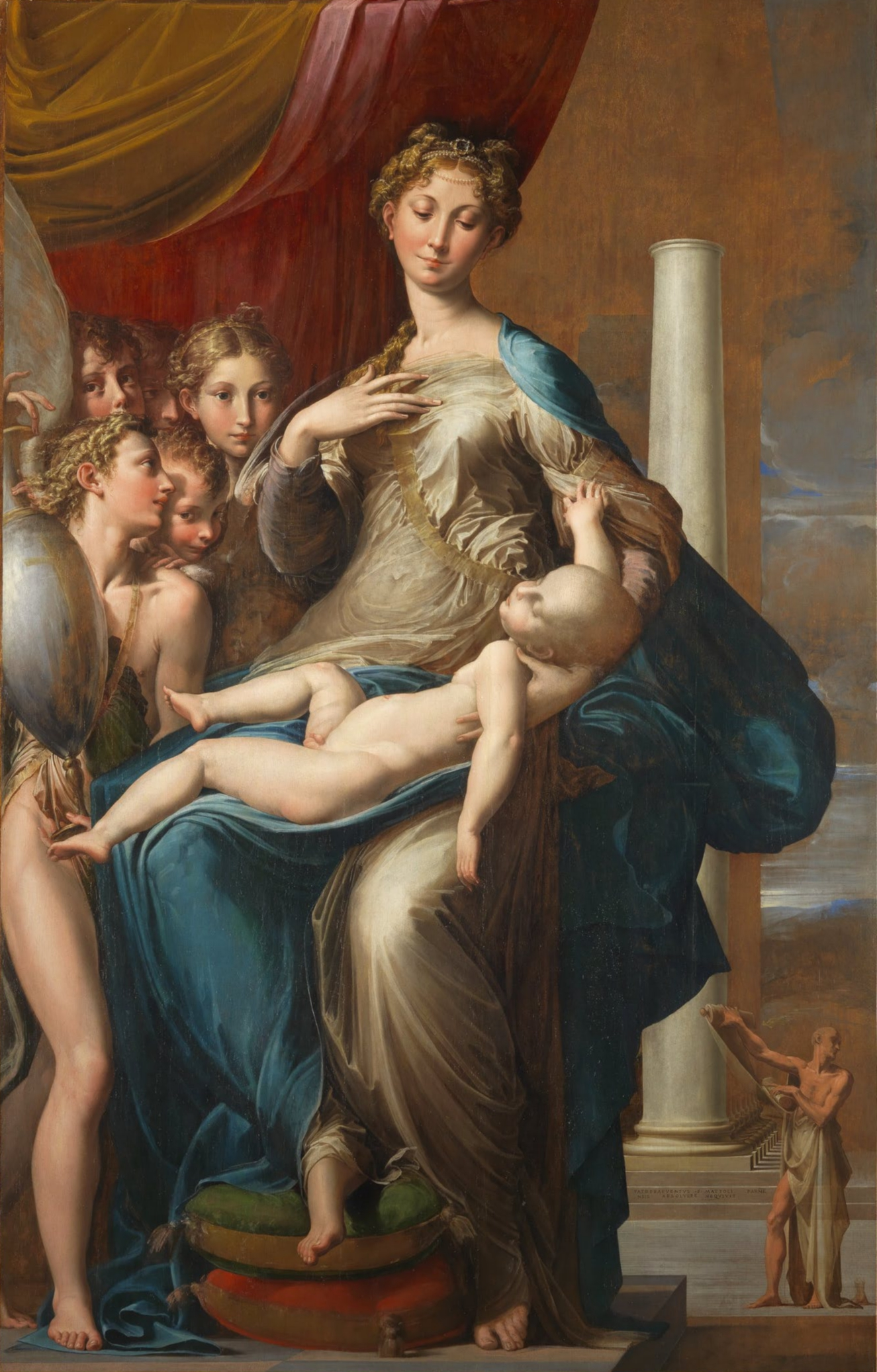
Parmigianino: Madonna mit dem langen Hals
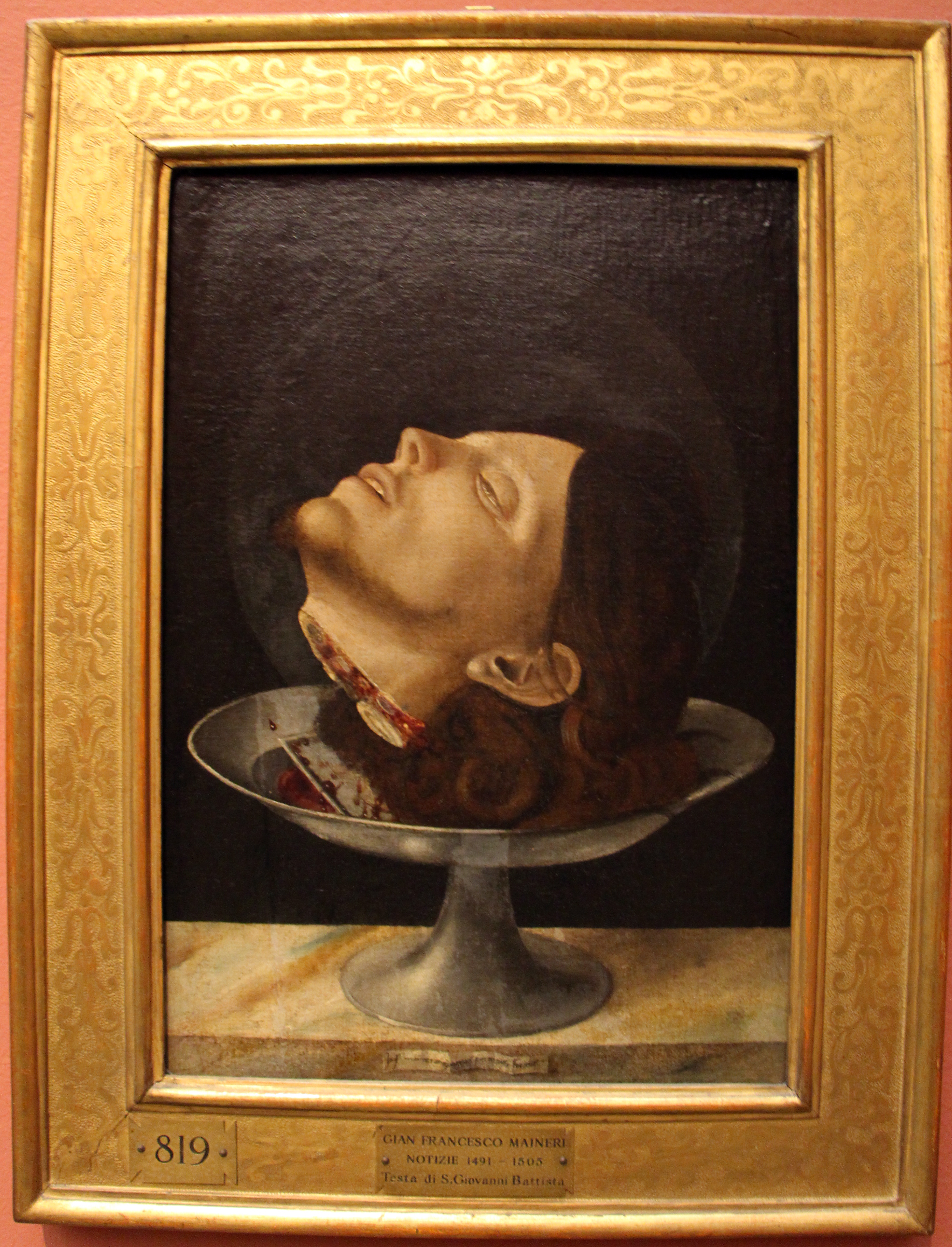
Gian Francesco de' Maineri: Kopf Johannes des Täufers
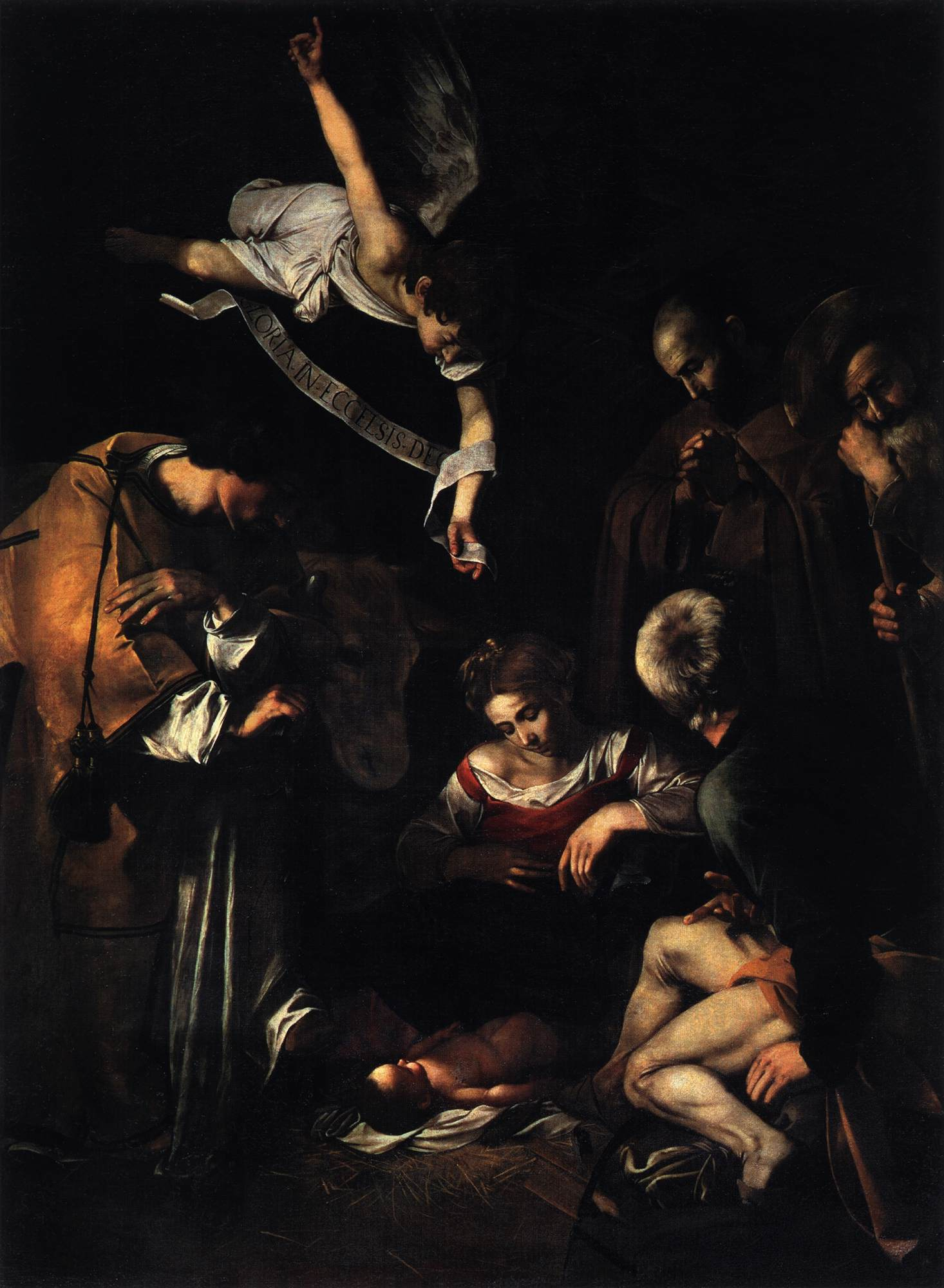
Caravaggio: Christi Geburt mit den Heiligen Laurentius und Franziskus
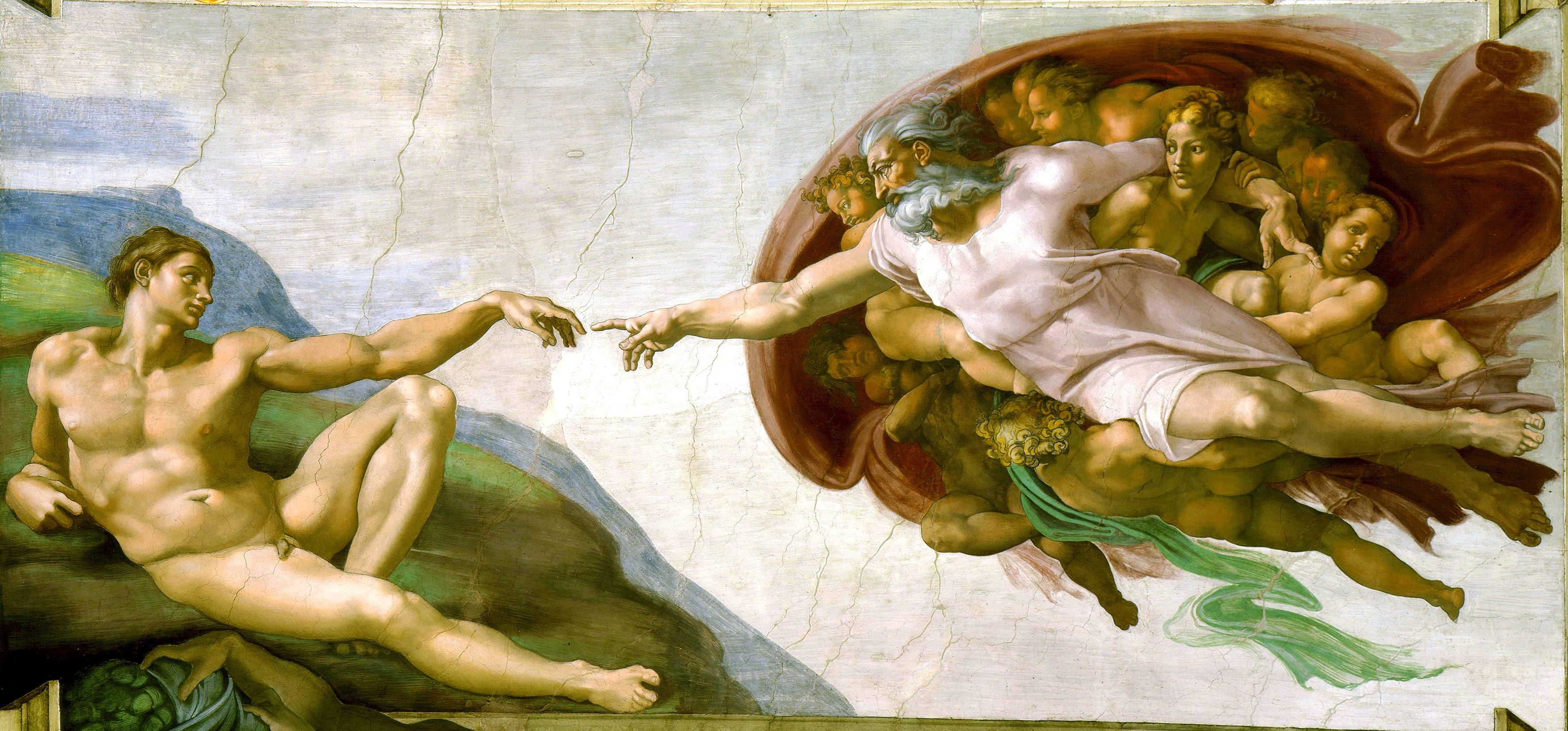
Michelangelo: Die Erschaffung Adams

Fünf Gemälde, überwiegend dem italienischen Manierismus zuzurechnen und als Puzzles in Eschers Besitz, spielen im Roman eine größere Rolle, erkennbar nicht zuletzt an ihrer Doppel- oder Mehrfachcodierung. Den Titel des Bildes Selbstporträt im konvexen Spiegel – im Original von Parmigianino und als Nachbildung von M. C. Escher – hatte Franz Escher mehr als zwei Jahrzehnte zuvor als Passwort für eine Geldanlage gewählt, was ihm verständlicherweise entfallen ist. Mit der kurzen Episode, in der seiner Erinnerung humorvoll auf die Sprünge geholfen wird, beginnt der eigentliche Showdown des Romans. Ein ironischer Grundton bestimmt auch die Darstellung von Eschers Verhältnis zu seiner Ex-Kommilitonin Nellie, mit der er einen langjährigen „Wackelkontakt“ unterhält, der nie ganz frei ist von Verstimmungen und Missverständnissen, aber auch beständig auf Grund von Sympathie und Respekt. Wiederholt geht es dabei um die Bilder Madonna mit dem langen Hals (Parmigianino) und Kopf Johannes des Täufers (Francesco de' Maineri), um strittige Ähnlichkeiten der dargestellten Figuren mit dem Gegenüber und im Hintergrund auch um Eschers einzige Buchpublikation, den Schlüsselroman Eine traurige Angelegenheit, in der er vor Jahren Nellie karikiert hatte.
Den stärksten Wirklichkeitsbezug hat Caravaggios Gemälde Christi Geburt mit den Heiligen Laurentius und Franziskus. Es wurde tatsächlich gestohlen (1969), wird nach wie vor vermisst und soll Gerüchten zufolge zerschnitten worden sein. In der Fiktion des Romans ist es im Besitz von Gino, dem „Boss der Bosse“ des Mafia-Clans, dem auch Elio angehörte, einst Ginos „genialer Mann fürs Feine“, der ihm mit seinem Scheintodmedikament zur Flucht aus dem Gefängnis verholfen, mit seinem Hochsicherheitstrakt aber auch einen „goldenen Käfig“ gebaut hatte. Getreu seiner These, man könne Zerschnittenes nur retten, indem man es weiter zerschneidet, hat Gino das Bild nach und nach so weit zerkleinert, bis daraus ein Puzzle aus 8.190 Teilen geworden ist, das er seither „tausendmal“ zusammengesetzt habe und schlussendlich in gute Hände gibt.
Das fünfte Bild schließlich, Michelangelos Die Erschaffung Adams, fungiert in Form eines Puzzles als Analogie zum „Puzzle des Romans“. Von eintausend Teilen fehlt beiden Puzzles jeweils ein einziges. Was dem Leser vielleicht entgeht, bemerkt Escher sehr wohl, als das 999. Teil gelegt ist und genau in der Bildmitte ein kleines Loch klafft. Vom Verlag erfährt er nur bedauernde Zurkenntnisnahme und dann lange Zeit nichts, bis er, gerade aus Italien zurück, das 1000. Teil doch noch zugeschickt bekommt. Der Roman bietet einen solchen Service nicht. Die Analogie ist lediglich ein Anhaltspunkt, dass der Text ebenfalls eine Lücke lässt, die es zu schließen gilt, um das Ganze vollends zu verstehen. Auch in den Rezensionen wird das fehlende Teil – bisher – noch nicht explizit genannt. Nur eine schließt mit dem Tipp, es sei auch in ihr – versteckt.

## Entstehung
Zwei der häufigsten Interviewfragen an den Autor waren, ob ihm das Schreiben Spaß gemacht und ob er alles genau im Voraus geplant habe. Geplant sei nichts gewesen, meint Haas, er habe zunächst einfach „drauflos geschrieben“. Und gerade weil er von vornherein davon ausgegangen sei, dass es „nicht funktionieren“ werde, habe ihm das Schreiben Spaß gemacht, mehr als bei all seinen Büchern zuvor. „Und dann“, setzt er hinzu, „war ich immer so beglückt, dass ich doch weitergekommen bin. Es war mir sogar schon verdächtig, dass mir das Schreiben so einen Spaß gemacht hat. Denn wenn mir Kolleginnen oder Kollegen sagen, ich schreibe einfach so gern, dann ist mir das immer total verdächtig.“

## Rezeption
Wolf Haas beschere den Wackelkontakt-Lesern großes Vergnügen, bescheinigen Feuilletonisten dem Werk des Schriftstellers.
In der Neuen Zürcher Zeitung fragt Paul Jandl rhetorisch: „Kann man sich etwas Langweiligeres als ein Puzzle mit tausend Teilen denken?“ und antwortet, dass es nichts Vergnüglicheres als einen Roman über solche Puzzles gebe, sofern Wolf Haas ihn geschrieben habe.
Das präzise durchgestaltete literarische Spiel des Romans sei nicht nur eine virtuose l’Art-pour-l’Art-Etüde, sondern vor allem eine riesengroße Gaudi, urteilt Katharina Granzin in der taz. Der Autor habe spürbar selbst den größten Spaß bei der Sache und lebe sich unter anderem in linguistischer Hinsicht hemmungslos aus.
Tilman Spreckelsen schreibt in der Online-Ausgabe der Frankfurter Allgemeinen Zeitung: „Wo die Zeit je nach Betrachtung eine Schleife einlegt oder zur Fläche wird, ist die Gefahr nicht gering, dass ein Roman Leser verliert, die einer solchen Konstruktion nicht folgen möchten.“ Wackelkontakt gelinge das Kunststück, diese Struktur nachdrücklich als ein Mittel der Welterkenntnis zu etablieren.
Wer sich auf Wolf Haas einlasse, werde großen Spaß haben, verspricht Stefan Kuzmany in seiner Wackelkontakt-Rezension im Spiegel und hebt das „kunstvolle Spiel des Autors mit der Form und der Struktur“ hervor. Es sei womöglich etwas früh, schon jetzt das Lieblingsbuch des Jahres zu küren. Nach der Lektüre des Romans sei „die Versuchung allerdings groß, sich schon festzulegen“.
So konstruiert und „vertrackt“ die Geschichte erscheine, urteilt Matthias Zehnder in seinem 238. „Buchtipp der Woche“, werde sie von Haas „federleicht“ erzählt, „spannend wie ein Thriller“ und „mit viel Wiener Schmäh“, das heißt mit viel Humor.

## Ausgaben
Wolf Haas: Wackelkontakt. Hanser, München 2025, ISBN 978-3-446-28272-8.